# AWC de Keien
De Algemene Waalrese Carnavalsvereniging De Keien is een carnavalsvereniging uit Waalre, opgericht in 1966. De naam is ontleend aan een grote kei die op de plaats van oprichting ligt. Tijdens Carnaval wordt Waalre dan ook omgedoopt tot Keiengat.
AWC De Keien viert carnaval volgens de Rheinlandse uitgangspunten. Tijdens de Carnavalsperiode gaat een Prins Carnaval de vereniging voor, bijgestaan door een adjudant, een Raad van Elf, een Hoge Raad, een dansgarde en een dweilorkest. Ook heeft de vereniging een Jeugdprins en adjudant, een jeugdraad van Elf en vier jeugddansgardes.
Het woord kei komt in veel carnavalsplaatsnamen voor. Niet in alle gevallen heeft het woord kei iets met stenen of rotsblokken te maken. Het woord betekent ook nar. Het woord gaat terug op Sir Kay (Keye, Cai, Caius), Arthurs stiefbroer, zoon van Sir Ectof, de naam van een van de ridders van de Ronde Tafel van de legendarische Koning Arthur. Deze Keye hield het midden tussen een held en een clown en zo kon er een woord kei ontstaan dat nar betekende.